# Пингель, Франк
Франк Пингель Мортенсен (дат. Frank Pingel Mortensen; род. 9 мая 1964, Орхус, Дания) — бывший датский футболист и тренер. В качестве игрока выступал за национальную сборную Дании.

## Карьера игрока

### Клубная
Франк начинал карьеру в скромных клубах «ИХФ Орхус» и «Сковбаккен» из низших датских дивизионов. В 1987 году он перебрался в «Орхус», в составе которого дебютировал на высоком уровне. За полтора года в команде нападающий забил 11 голов в 30 матчах чемпионата Дании, а также дважды выиграл Кубок Дании. Зимой 1989 года форварда приобрёл английский «Ньюкасл Юнайтед». Он провёл 14 игр в Первом дивизионе Футбольной лиги и запомнился болельщикам дерзким голом головой Брюсу Гроббелару в матче с «Ливерпулем», ставшим для него единственным на английском этапе карьеры.
Летом 1989 года Франк вернулся в Данию и присоединился к «Броннбю». За 2 с половиной года он принял участие в 61 встрече датского первенства и забил в них 15 голов, дважды став чемпионом Дании и выиграв ещё один национальный Кубок. В сезоне 1991/92 нападающий отправился в Германию и выступал в составе «1860 Мюнхен» во Второй Бундеслиге: в 20 матчах он поразил ворота соперников 6 раз. В сезоне 1992/93 Франк снова играл за «Броннбю», забив 7 мячей в 15 встречах. В 1993 году он уехал в Турцию, подписав контракт с «Бурсаспором». Нападающий сыграл в 27 матчах сезона 1993/94 и забил 12 голов в чемпионате Турции. Сезон 1994/95 он провёл в «Фенербахче», но сыграл только 3 игры, отметившись 1 забитым мячом.
Сезон 1995/96 Франк начинал игроком французского «Лилля», за который провёл 5 безголевых встреч в чемпионате Франции. Зимой он вернулся на родину, присоединившись к «Орхус Фремад» из второго датского дивизиона. Форвард помог клубу подняться в первую датскую лигу, отыграл 1 сезон на этом уровне и в конце сезона 1996/97 принял решение завершить карьеру.

### Международная
Франк выступал в составе национальной сборной Дании в эпоху её «золотого поколения». Он дебютировал 4 сентября 1991 года в товарищеском матче против сборной Исландии. Уже в свой второй игре, 25 сентября того же года, Франк открыл счёт своим голам за сборную, порази в ворота сборной Фарерских островов в рамках отбора на Чемпионат Европы 1992. В 1992 году его не вызывали в национальную команду, в результате чего нападающий пропустил победный для датчан Чемпионат Европы 1992. В 1993 году нападающего вернули в состав и он забил 4 гола в матчах отбора на чемпионат мира 1994. Последнюю игру в футболке своей сборной Франк 26 мая 1994 года, сыграв в товарищеской встрече против сборной Швеции. Всего он принял участие в 11 матчах за сборную Дании, отметившись в них 5 забитыми мячами.
| Матчи Франка Пингеля за сборную Дании | Матчи Франка Пингеля за сборную Дании | Матчи Франка Пингеля за сборную Дании | Матчи Франка Пингеля за сборную Дании | Матчи Франка Пингеля за сборную Дании | Матчи Франка Пингеля за сборную Дании |
| ------------------------------------- | ------------------------------------- | ------------------------------------- | ------------------------------------- | ------------------------------------- | ------------------------------------- |
| №                                     | Дата                                  | Соперник                              | Счёт                                  | Голы                                  | Соревнование                          |
| 1                                     | 4 сентября 1991                       | Исландия                              | 0:0                                   | —                                     | Товарищеский матч                     |
| 2                                     | 25 сентября 1991                      | Фарерские острова                     | 4:0                                   | 1                                     | Чемпионат Европы 1992 (отбор)         |
| 3                                     | 13 ноября 1991                        | Северная Ирландия                     | 2:1                                   | —                                     | Чемпионат Европы 1992 (отбор)         |
| 4                                     | 14 апреля 1993                        | Латвия                                | 2:0                                   | —                                     | Чемпионат мира 1994 (отбор)           |
| 5                                     | 28 апреля 1993                        | Ирландия                              | 1:1                                   | —                                     | Чемпионат мира 1994 (отбор)           |
| 6                                     | 2 июня 1993                           | Албания                               | 4:0                                   | 2                                     | Чемпионат мира 1994 (отбор)           |
| 7                                     | 25 августа 1993                       | Литва                                 | 4:0                                   | 1                                     | Чемпионат мира 1994 (отбор)           |
| 8                                     | 8 сентября 1993                       | Албания                               | 1:0                                   | 1                                     | Чемпионат мира 1994 (отбор)           |
| 9                                     | 13 октября 1993                       | Северная Ирландия                     | 1:0                                   | —                                     | Чемпионат мира 1994 (отбор)           |
| 10                                    | 20 апреля 1994                        | Венгрия                               | 3:1                                   | —                                     | Товарищеский матч                     |
| 11                                    | 26 мая 1994                           | Швеция                                | 1:0                                   | —                                     | Товарищеский матч                     |

Итого: 11 матчей / 5 голов; 9 побед, 2 ничьи, 0 поражений.

## Достижения
«Орхус»
- Обладатель Кубка Дании (2): 1987, 1988

 «Броннбю»
- Чемпион Дании (2): 1990, 1991
- Обладатель Кубка Дании (1): 1989

## Тренерская карьера
В 2000 году Франк несколько месяцев тренировал хорошо знакомый ему «Орхус Фремад». В сезоне 2000/01 он руководил клубом «Хёрнинг» из восьмого дивизиона Дании. В 2006 году Франк был принят на работу массажистом в «Орхус» и занимал эту должность 2 года. Причиной увольнения стала излишняя вспыльчивость Франка: последней каплей для руководства «Орхуса» стала его драка с физиотерапевтом Сёреном Паллесеном во время тренировочного сбора команды на Кипре.

## Личная жизнь
Живёт в Рисскове, районе Орхуса. У Франка пятеро детей, дважды женат. Сын Франка, Себастьян Пингель (род. 1993) — тоже стал футболистом. Он выступает за датские клубы Первого дивизиона, имеет опыт выступлений в Германии и на Фарерских островах.